# Pyrrosia asterosora
Pyrrosia asterosora är en stensöteväxtart som först beskrevs av John Gilbert Baker och som fick sitt nu gällande namn av Peter Hans Hovenkamp.
Pyrrosia asterosora ingår i släktet Pyrrosia och familjen Polypodiaceae. Inga underarter finns listade i Catalogue of Life.